# Vörös Julianna
Vörös Julianna, Vörös Júlia (Vác, 1864. március 5. – Budapest, 1926. április 3.) magyar festő, grafikus és okleveles rajztanítónő.

## Élete
Vörös László mérnök és Gaal Karolina írónő leányaként született. 15 éves korában a Kalocsa Róza pesti felső leányiskolájába lépett, majd a budapesti Mintarajziskolában tanult. 1884-ben letette a rajztanítói vizsgát és rajztanítói oklevelet nyert. Tanulása közben magántanítással is foglalkozott, hogy iskolai költségét fedezhesse. 1905-ben Budapesten állította ki városképeket ábrázoló grafikáit egy kiállításon, ezen műveit a Magyar Történelmi Képcsarnok szerezte meg.
Költeményeket, elbeszéléseket, regényeket, rajzokat és elmefuttatásokat írt 1881-től a következő hírlapokba: Délmagyarországi Lapok, Ungvár, Nemzeti Hírlap, Képes Családi Lapok (1889. Ébren alva járó. Regény); Magyar Gazdasszonyok Lapja, Magyar Háziasszony, Váczi Közlöny, Budapesti Újság, Leányvilág, Bereg, Magyar nők Lapja (1891. Tudós nő, regény). Kecskeméti Hírlap (1892. Állítólag őrült, regény), Debreczen (1893. Kezedbe adom lelkemet, regény), Ország-Világ.
Édesanyjáról írt életrajzi összefoglalója megjelent Gara József (szerk.): Harminc év, 1877-1907. A „Budapest" jubileumi albuma (Budapest, 1907) című kiadványban.

## Munkái
- Elúszott millió. Regény. Budapest, 1889. (Magyar Háziasszony Könyvtára.)
- Az olajfestészet. Budapest, 1906. (Közhasznú Könyvtár 54.)
- Háziipari festészet kézikönyve. Budapest, 1906. (Közhasznú Könyvtár 55.)
- Festőművészeti világítás. Budapest, 1906. (Közhasznú Könyvtár 56.)
- Festőművészeti mértan. Budapest, 1906. (Közhasznú Könyvtár 57.)

## Álnevei
Dorottya nénike, Kóbor, Váczi Gyula, Bomóki Bomók, Bomókocska sat.